# Great Bardfield
Great Bardfield – wieś w Anglii, w hrabstwie Essex, w dystrykcie Braintree. Leży 24 km na północ od miasta Chelmsford i 63 km na północny wschód od Londynu. Miejscowość liczy 1300 mieszkańców.